# Огледала 2
„Огледала 2“ (на английски: Mirrors 2) е американски свръхестествен филм на ужасите от 2010 г. на режисьора Виктор Гарсия, по сценарий на Мат Вен. Той е самостоятелно продължение на „Огледала“ (2008) Той е издаден директно на видео от „Туентиът Сенчъри Фокс Хоум Ентъртейнмънт“ на 19 октомври 2010 г. и достъпен на DVD и Blu-ray диск.